# Menno Oosting
Menno Oosting (ur. 17 maja 1964 w Son en Breugel, zm. 22 lutego 1999 w Turnhout) – holenderski tenisista, zwycięzca French Open 1994 w grze mieszanej, reprezentant w Pucharze Davisa.
Dnia 22 lutego 1999 roku wracając z turnieju ATP Challenger Tour w Cherbourgu, zginął w wypadku samochodowym. Zaprzyjaźniony z Oostingiem Richard Krajicek, jego wielokrotny partner deblowy, dedykował zmarłemu swoje zwycięstwo turniejowe w Londynie.

## Kariera tenisowa
Praworęczny tenisista, karierę zawodową rozpoczął w 1983 roku.
W karierze singlowej nie dotarł nigdy do finału ATP World Tour, był natomiast m.in. w 4 rundzie Australian Open w 1988 roku (przegrał z Toddem Witskenem) i 3 rundzie Wimbledonu, także w 1988 (przegrał z Matsem Wilanderem).
Większe sukcesy odnosił jako deblista. 18–krotnie dochodził do finałów turniejowych, z czego 7 wygrał.
W 1994 roku w parze z Kristie Boogert odniósł swoje jedyne wielkoszlemowe zwycięstwo, pokonując w finale gry mieszanej French Open Łarysę Sawczenko-Neiland i Andrieja Olchowskiego.
Oosting występował w latach 1983–1988 w reprezentacji narodowej w Pucharze Davisa. Holandia grała w tym czasie poza najwyższą klasą rozgrywkową. Oosting występował w singlu i deblu, wygrał 7 pojedynków, a 4 przegrał.
W rankingu gry pojedynczej Oosting najwyżej był na 72. miejscu (4 lipca 1988), a w klasyfikacji gry podwójnej na 20. pozycji (13 lutego 1995).

### Finały w turniejach ATP World Tour
| Legenda                                      |
| -------------------------------------------- |
| Wielki Szlem                                 |
| Igrzyska olimpijskie                         |
| Tennis Masters Cup / ATP Finals              |
| ATP Masters Series / ATP Tour Masters 1000   |
| ATP International Series Gold / ATP Tour 500 |
| ATP International Series / ATP Tour 250      |

#### Gra mieszana (1–0)
| Końcowy wynik | Nr | Data           | Turniej            | Nawierzchnia | Partnerka       | Przeciwnicy                                | Wynik finału  |
| ------------- | -- | -------------- | ------------------ | ------------ | --------------- | ------------------------------------------ | ------------- |
| Zwycięzca     | 1. | 4 czerwca 1994 | French Open, Paryż | Ceglana      | Kristie Boogert | Łarysa Sawczenko-Neiland Andriej Olchowski | 7:5, 3:6, 7:5 |

#### Gra podwójna (7–11)
| Końcowy wynik | Nr  | Data                 | Turniej      | Nawierzchnia    | Partner               | Przeciwnicy                         | Wynik finału  |
| ------------- | --- | -------------------- | ------------ | --------------- | --------------------- | ----------------------------------- | ------------- |
| Finalista     | 1.  | 6 października 1991  | Ateny        | Ceglana         | Olli Rahnasto         | Jacco Eltingh Mark Koevermans       | 7:5, 6:7, 5:7 |
| Zwycięzca     | 1.  | 3 maja 1992          | Monachium    | Ceglana         | David Adams           | Carl Limberger Tomáš Anzari         | 3:6, 7:5, 6:3 |
| Finalista     | 2.  | 4 kwietnia 1993      | Estoril      | Ceglana         | Udo Riglewski         | David Adams Andriej Olchowski       | 3:6, 5:7      |
| Zwycięzca     | 2.  | 19 września 1993     | Bukareszt    | Ceglana         | Libor Pimek           | George Cosac Ciprian Porumb         | 7:6, 7:6      |
| Zwycięzca     | 3.  | 20 marca 1994        | Casablanca   | Ceglana         | David Adams           | Cristian Brandi Federico Mordegan   | 6:3, 6:4      |
| Finalista     | 3.  | 4 kwietnia 1994      | Estoril      | Ceglana         | Richard Krajicek      | Cristian Brandi Federico Mordegan   | walkower      |
| Zwycięzca     | 4.  | 1 maja 1994          | Madryt       | Ceglana         | Rikard Bergh          | Jean-Philippe Fleurian Jakob Hlasek | 6:3, 6:4      |
| Finalista     | 4.  | 10 lipca 1994        | Gstaad       | Ceglana         | Daniel Vacek          | Sergio Casal Emilio Sánchez         | 6:7, 4:6      |
| Zwycięzca     | 5.  | 9 października 1994  | Tuluza       | Twarda (hala)   | Daniel Vacek          | Patrick McEnroe Jared Palmer        | 7:6, 6:7, 6:3 |
| Zwycięzca     | 6.  | 4 lutego 1996        | Zagrzeb      | Dywanowa (hala) | Libor Pimek           | Martin Damm Hendrik Jan Davids      | 6:3, 7:6      |
| Finalista     | 5.  | 25 lutego 1996       | Antwerpia    | Dywanowa (hala) | Jewgienij Kafielnikow | Jonas Björkman Nicklas Kulti        | 4:6, 4:6      |
| Finalista     | 6.  | 26 maja 1996         | Sankt Pölten | Ceglana         | David Adams           | Ctislav Doseděl Pavel Vízner        | 7:6, 4:6, 3:6 |
| Finalista     | 7.  | 28 lipca 1996        | Kitzbühel    | Ceglana         | David Adams           | Libor Pimek Byron Talbot            | 6:7, 3:6      |
| Finalista     | 8.  | 15 września 1996     | Bukareszt    | Ceglana         | David Adams           | David Ekerot Jeff Tarango           | 6:7, 6:7      |
| Finalista     | 9.  | 29 września 1996     | Bazylea      | Twarda (hala)   | David Adams           | Jewgienij Kafielnikow Daniel Vacek  | 3:6, 4:6      |
| Finalista     | 10. | 13 października 1996 | Wiedeń       | Dywanowa (hala) | Pavel Vízner          | Jewgienij Kafielnikow Daniel Vacek  | 6:7, 4:6      |
| Zwycięzca     | 7.  | 15 marca 1998        | Kopenhaga    | Dywanowa (hala) | Tom Kempers           | Jan Siemerink Brett Steven          | 6:4, 7:6      |
| Finalista     | 11. | 14 lutego 1999       | Petersburg   | Dywanowa (hala) | Andrei Pavel          | Jeff Tarango Daniel Vacek           | 6:3, 3:6, 5:7 |